# Guaraci (Paraná)
Guaraci is een gemeente in de Braziliaanse deelstaat Paraná. De gemeente telt 5.183 inwoners (schatting 2009).

## Aangrenzende gemeenten
De gemeente grenst aan Cafeara, Centenário do Sul, Jaguapitã, Nossa Senhora das Graças en Santa Fé.